# Сату Ноу (Телеорман)
Ново село (рум. Satu Nou) насеље је у Румунији у округу Телеорман у општини Дидешти. Oпштина се налази на надморској висини од 111 m.

## Становништво
Према подацима из 2002. године у насељу је живело 513 становника, од којих су сви румунске националности.